# جان إيف ري
جان إيف ري هو منافس ألعاب قوى سويسري، ولد في 24 نوفمبر 1970 في ساير في سويسرا.